# Ollie Taylor
Oliver Harold Taylor, detto Ollie (New York, 7 marzo 1947 – Pearland, 6 aprile 2025), è stato un cestista statunitense, professionista nella ABA.

## Carriera
Venne selezionato dai Cleveland Cavaliers al dodicesimo giro del Draft NBA 1970 (189ª scelta assoluta).